# Кришка
Кришка (накривка, покришка) — верхня частина, що закриває посудину, коробку або рухома частина пеналу. Також накривка — верхня частина предмета, якою затуляють у ньому отвір; Як технічний термін слід використовувати лише накривка, відповідно до ДСТУ 3321:2003. Згідно з міждержавним стандартом ГОСТ 17527-2003 (про застосування в Україні згідно НАКАЗу від 10.12.2007  N 351), який визначає терміни в галузі пакування, кришка — це «закупорювальний засіб, що закріплюється по всьому зовнішньому периметру верху або горловини тари».
Кришка, що нагвинчується на горловину туби, називається «бушо́н» (від фр. bouchon).
Кришки на скринях, діжках, трунах, ящиках і тому подібному традиційно носили назву «віко».

## Історія
Історія кришки і багатогранних значень цього терміна тісно пов'язана із історією виникнення і становлення людства. Очевидно, перші кришки виникли разом із виникненням першого посуду і ємностей для зберігання і перенесення води, олії, вина, рідин, зерна та інших харчових продуктів. Кришки, що були знайдені на гончарних виробах, датуються більш, ніж 3100-ими роками до н. е.
Найдавніші єгипетські канопи, у яких зберігалися муміфіковані органи померлих, і які щільно закривалися кришками, що символізували чотирьох єгипетських богів, датуються 2686-им роком до н. е. Цими ж роками датуються кришки саркофагів, зовні прикрашених зображеннями єгипетської богині неба Нейт, що розправила крила, а з внутрішньої — богині неба Нут, яка дивилася безпосередньо на мумію.

## Використання

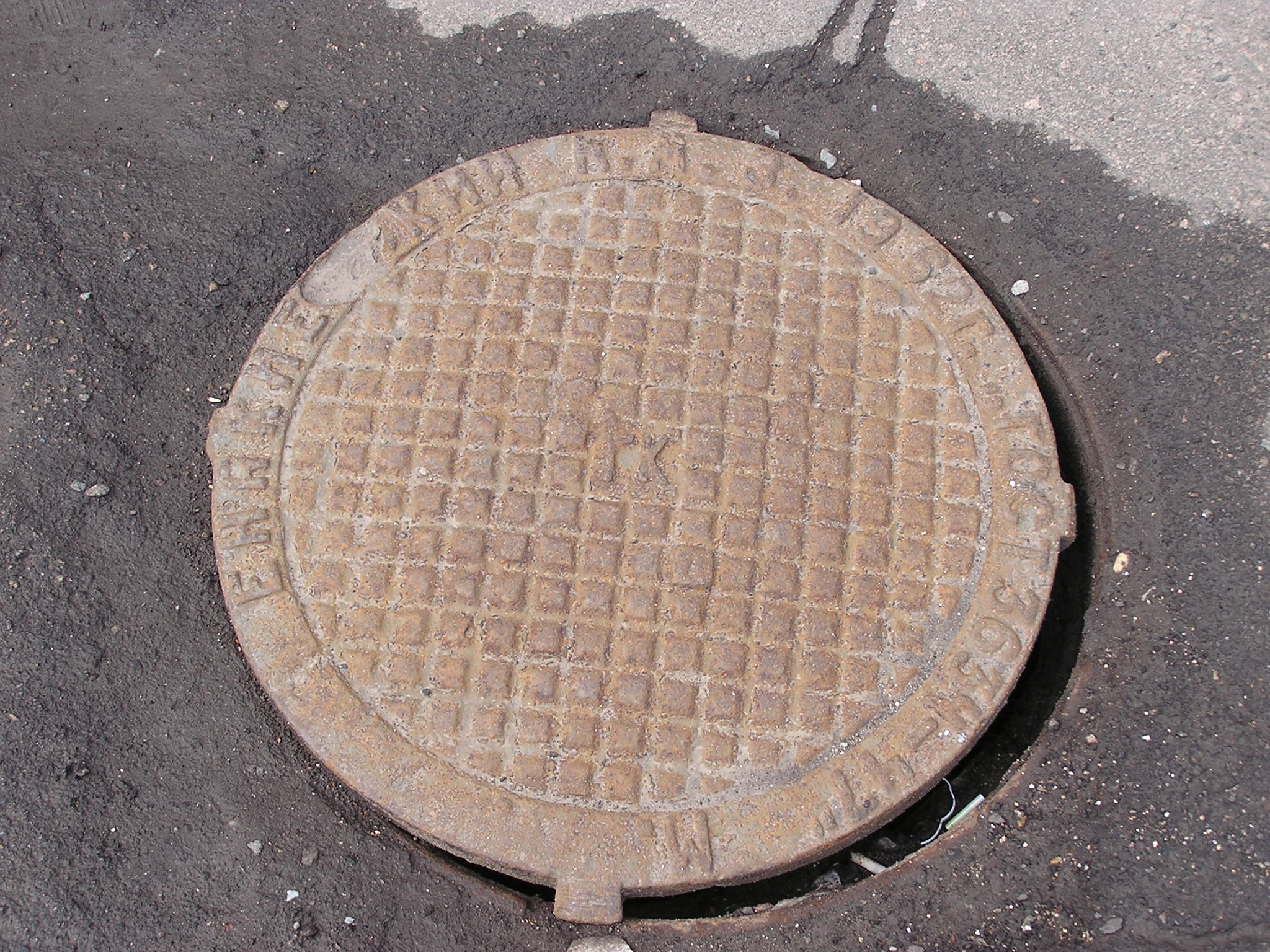
Кришка оглядового колодязя
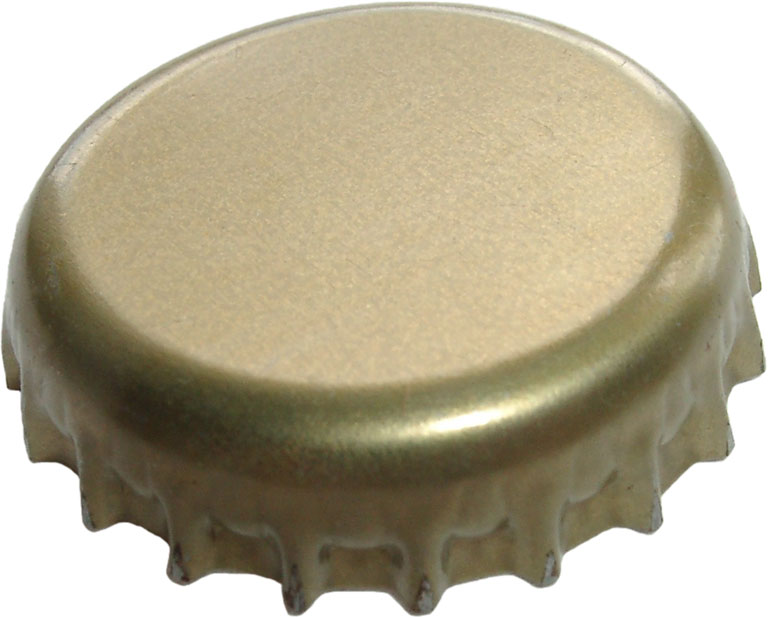
Кроненпробка — металева кришка від скляної пляшки
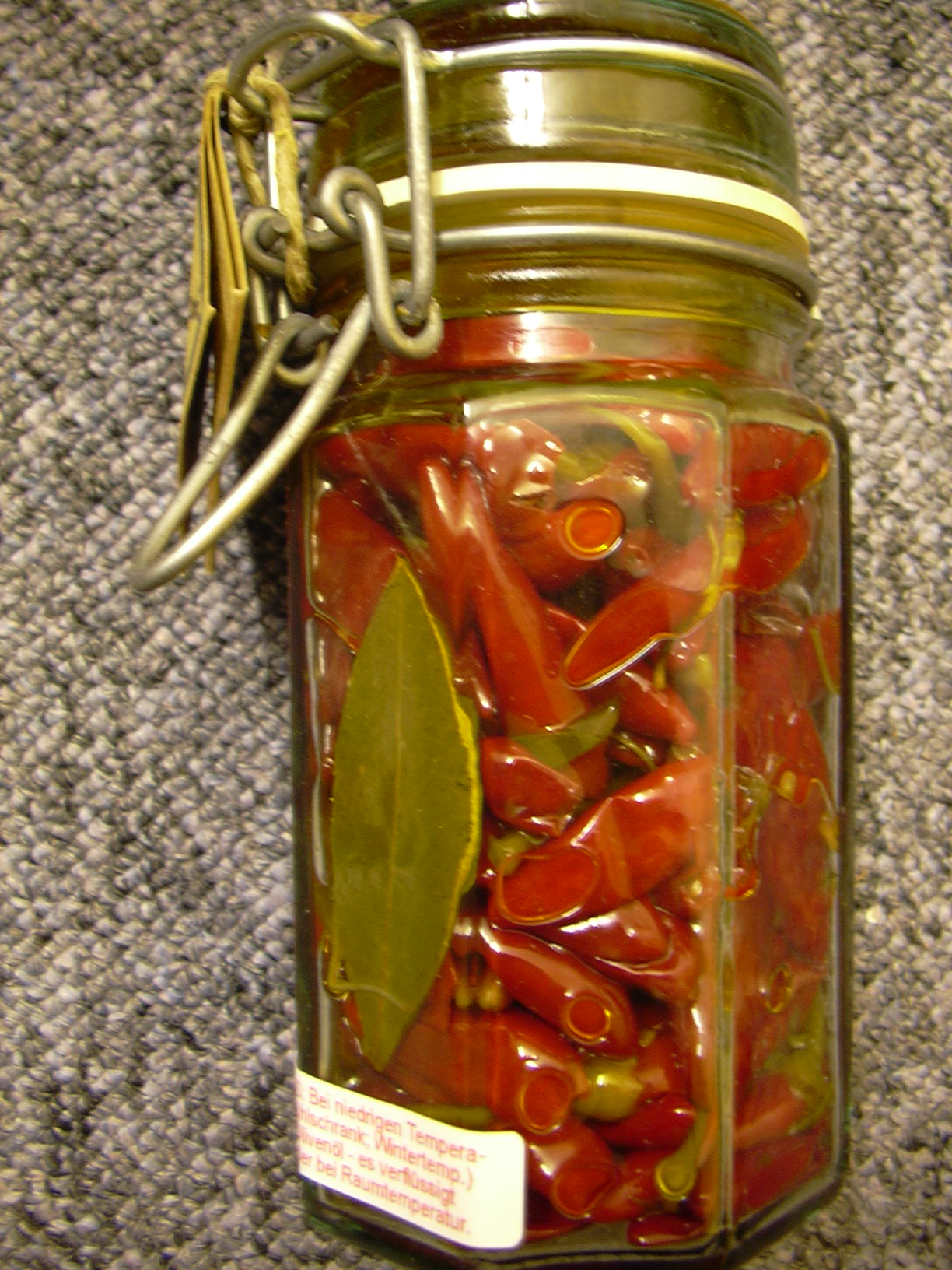
Кліп-кришка
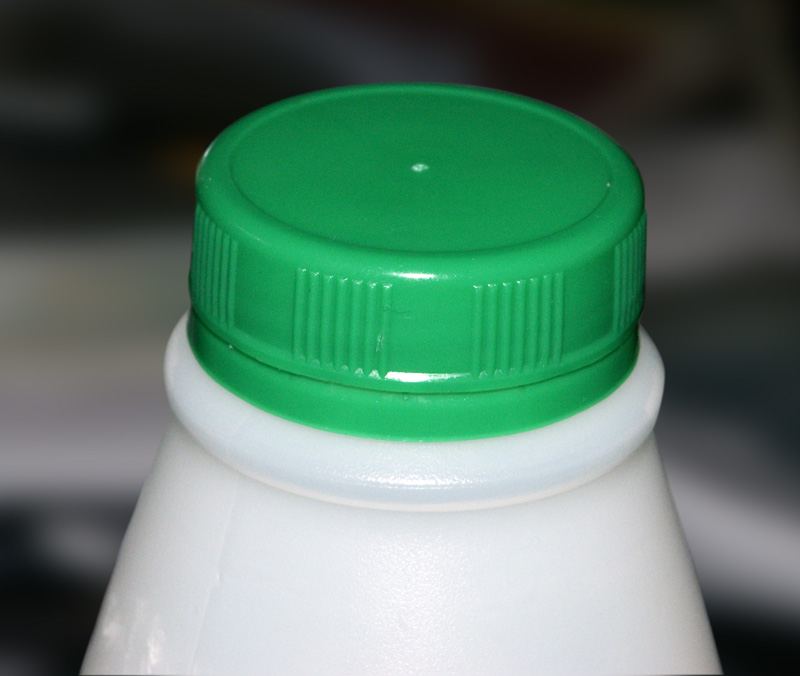
Пластикова кришка, яка нагвинчується на шийку
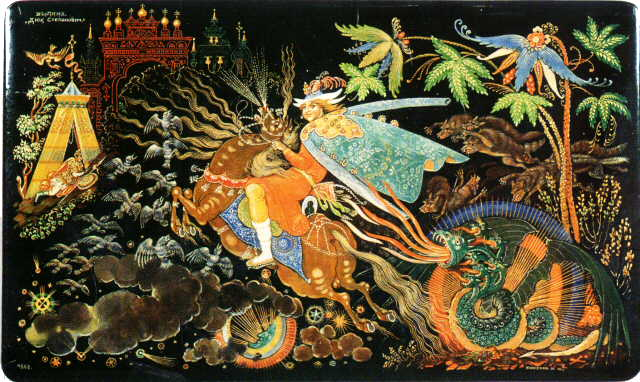
Кришка скриньки. Палехська мініатюра. 1940 рік.
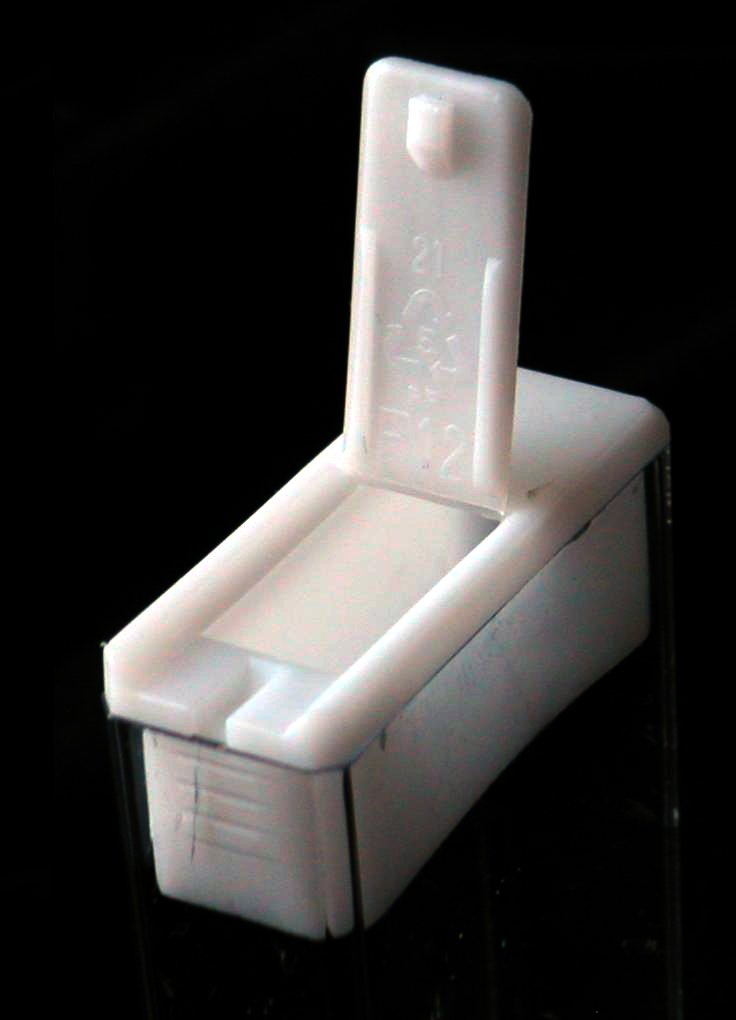
Кришка упаковки Tic Tac
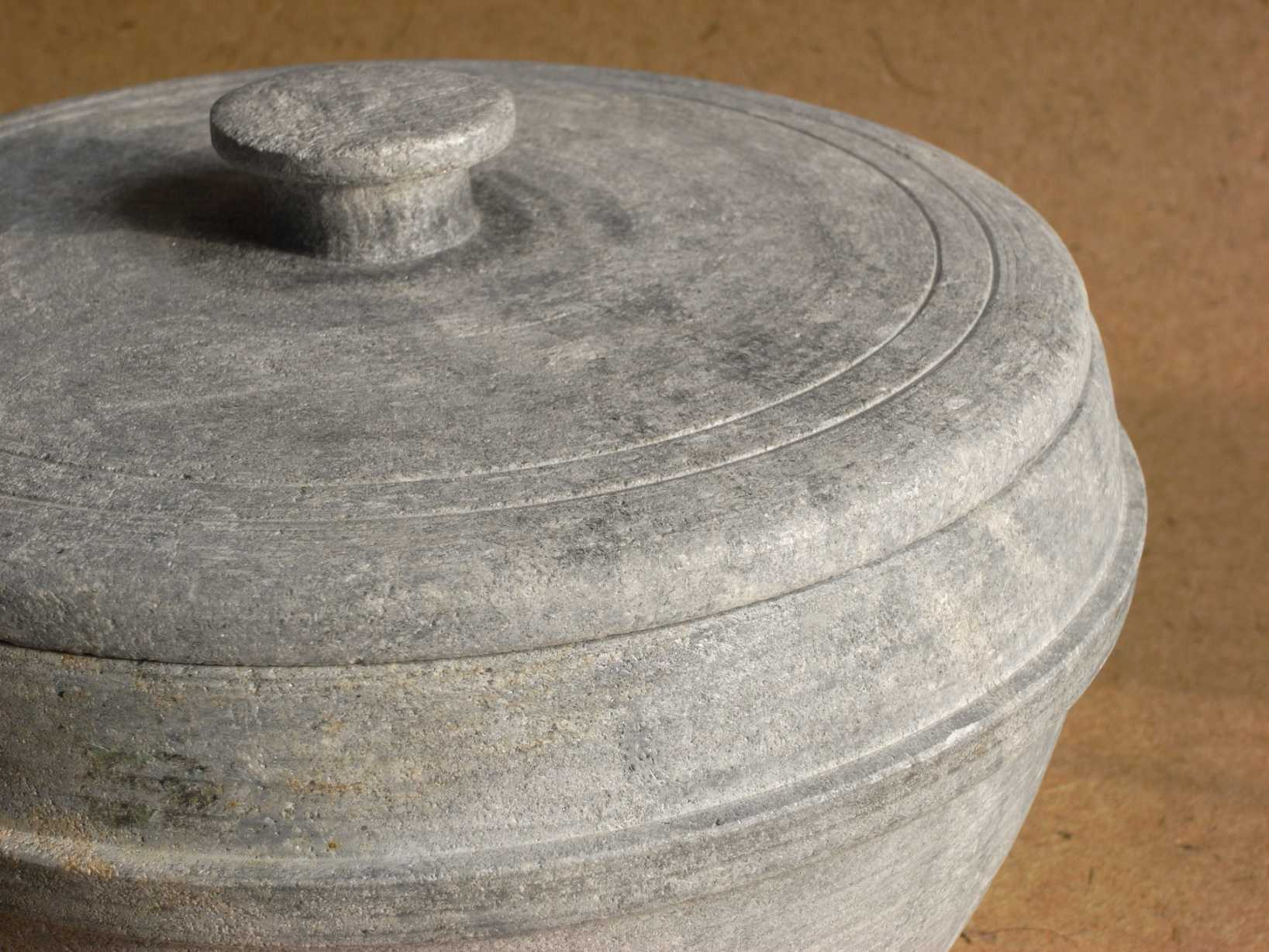
Кришка кухонного посуду

### Кришки для консервування
Кришки використовуються для консервування.
Промислово випускаються такі види кришок:
- Кришка для консервування СКО
- Твіст-офф англ. tvist-off — штампована кришка з упорами для загвинчування[6].
- Кришка поліетиленова

## Колекціювання
Металеві кришки від пива, кришки від пластикових пляшок є об'єктом колекціювання. Колекціювання пластикових кришок називається «філолідія»

## Інше
Згодом термін «кришка» стали застосовувати і для позначення інших споріднених за призначенням, формою і застосуванням предметів і понять:
- У медицині і в біології верхню частину черепа, яка закривала черепну коробку, стали називати «кришкою»
- У риб кісткові чи хрящові утворення, які закривають зябра — зяброві кришки.